# Cuba City
Cuba City es una ciudad ubicada en el condado de Grant en el estado estadounidense de Wisconsin. En el Censo de 2010 tenía una población de 2086 habitantes y una densidad poblacional de 749,22 personas por km².

## Geografía
Cuba City se encuentra ubicada en las coordenadas 42°36′15″N 90°25′56″O / 42.60417, -90.43222. Según la Oficina del Censo de los Estados Unidos, Cuba City tiene una superficie total de 2.78 km², de la cual 2.78 km² corresponden a tierra firme y (0%) 0 km² es agua.

## Demografía
Según el censo de 2010, había 2086 personas residiendo en Cuba City. La densidad de población era de 749,22 hab./km². De los 2086 habitantes, Cuba City estaba compuesto por el 99.09% blancos, el 0.24% eran afroamericanos, el 0.1% eran amerindios, el 0.1% eran asiáticos, el 0% eran isleños del Pacífico, el 0% eran de otras razas y el 0.48% pertenecían a dos o más razas. Del total de la población el 0.48% eran hispanos o latinos de cualquier raza.